# Diócesis de Laval
La diócesis de Laval (en latín: Dioecesis Valleguidonensis y en francés: Diocèse de Laval) es una circunscripción eclesiástica de la Iglesia católica en Francia. Se trata de una diócesis latina, sufragánea de la arquidiócesis de Rennes. Desde el 9 de enero de 2024 su obispo es Matthieu Dupont.

## Territorio y organización

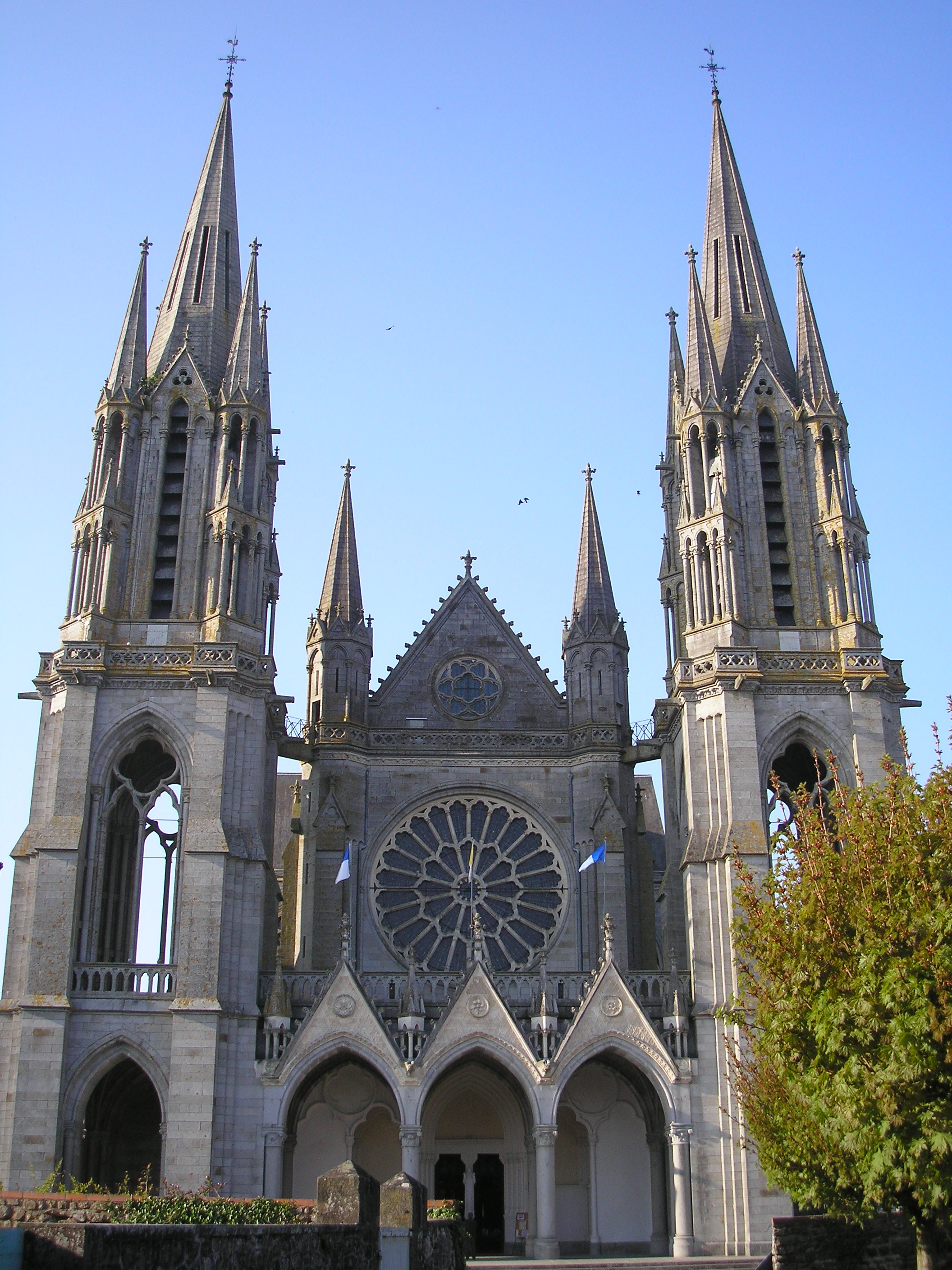
Basílica de Nuestra Señora de la Esperanza, en Pontmain

La diócesis tiene 5175 km² y extiende su jurisdicción sobre los fieles católicos de rito latino residentes en el departamento de Mayenne en la región de Países del Loira.  

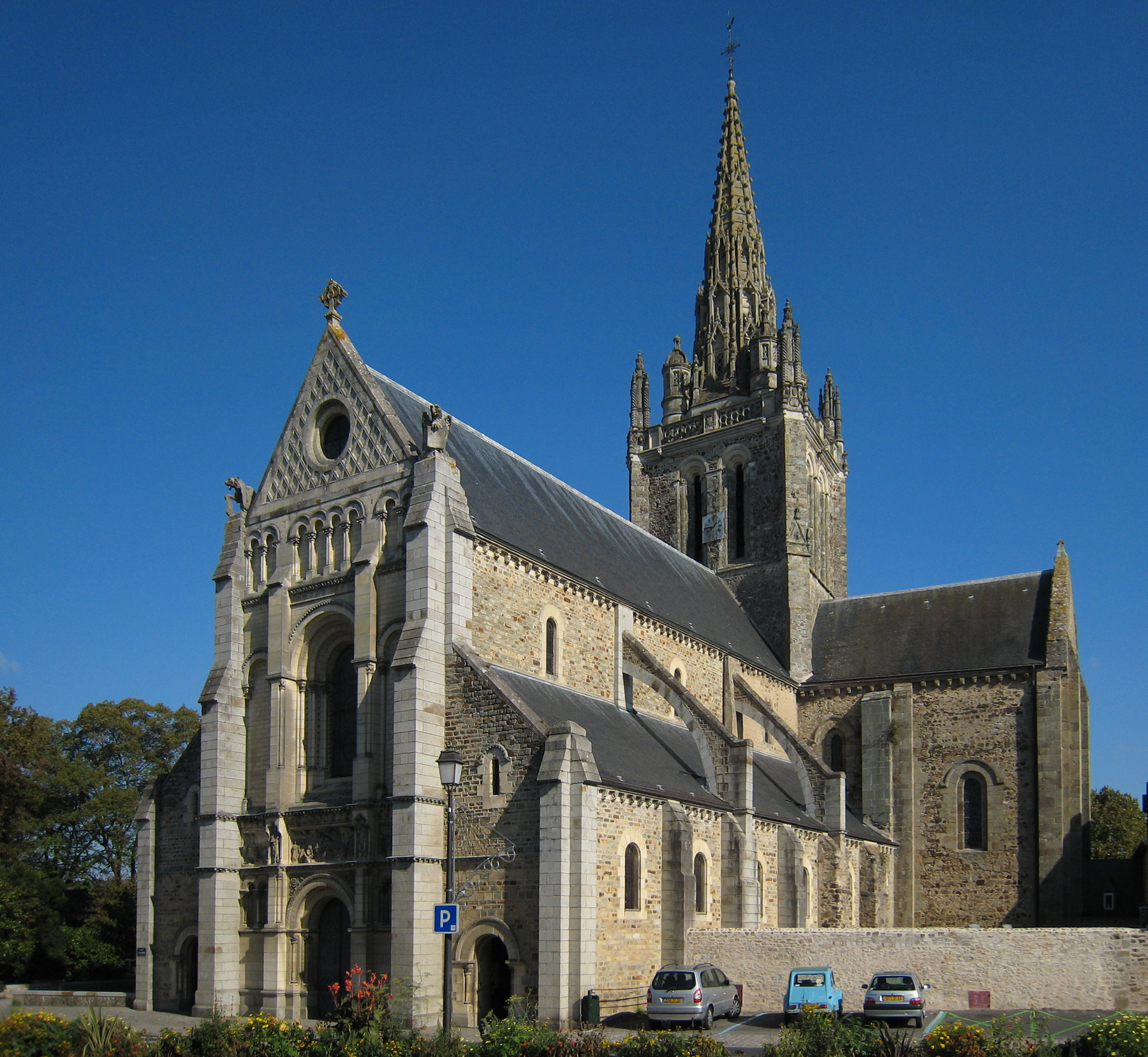
Basílica de Nuestra Señora, en Avesnières, Laval

La sede de la diócesis se encuentra en la ciudad de Laval, en donde se halla la Catedral de la Santa Trinidad, la basílica de Nuestra Señora de los Milagros y la basílica de Nuestra Señora (en el barrio de Avesnières). Existen además otras 2 basílicas menores: Nuestra Señora de la Esperanza, en Pontmain y la Nuestra Señora de la Espina, en Évron.

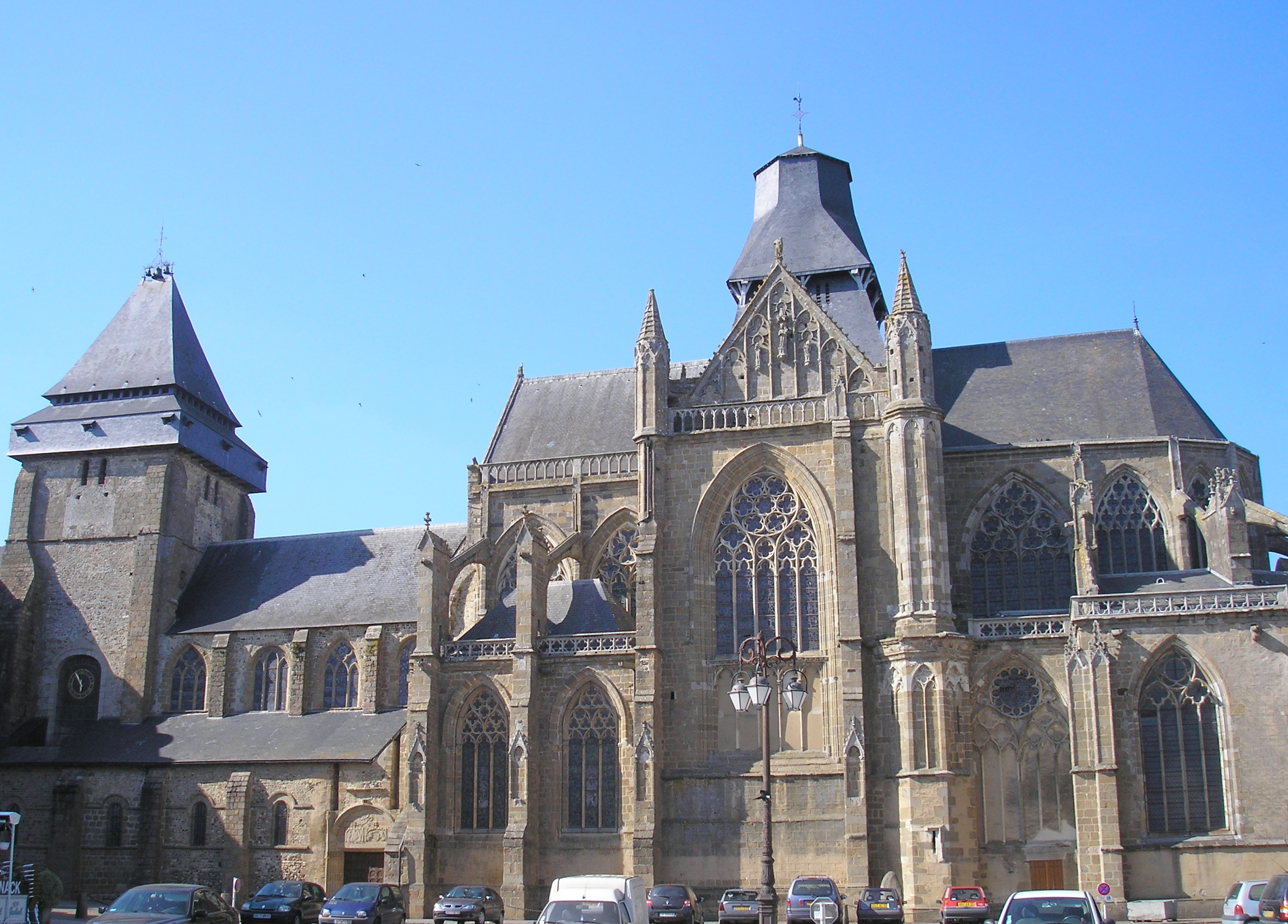
Basílica de Nuestra Señora de la Espina, en Évron

En 2021 en la diócesis existían 31 parroquias agrupadas en 8 decanatos.

## Historia
En el Antiguo Régimen, el actual territorio diocesano pertenecía a las diócesis de Le Mans y Angers. En la época revolucionaria, tras la constitución civil del clero, se erigió una diócesis constitucional el 17 de febrero de 1790, incluido el departamento de Mayenne, que no fue reconocida por la bula Qui Christi Domini del papa Pío VII del 29 de noviembre de 1801. Su territorio pasó íntegramente a formar parte de la diócesis de Le Mans.
El concordato de 1817 preveía la erección de la diócesis de Laval, pero el proyecto no llegó a realizarse al no ser ratificado por el parlamento francés.
La diócesis fue erigida el 30 de junio de 1855 mediante la bula Proprium fuit semper del papa Pío IX, obteniendo el territorio de la diócesis de Le Mans. Originalmente fue sufragánea de la arquidiócesis de Tours. La iglesia de la Trinidad fue erigida como catedral; una benefactora, la señora Berset de Vaufleury, había donado al Estado, a condición de que se estableciera la diócesis, un palacio de su propiedad para convertirse en palacio episcopal y un vasto terreno para la construcción del seminario.
El primer obispo fue Casimir Wicart, trasladado desde Fréjus el 28 de septiembre de 1855, que hizo su entrada solemne en la diócesis el 20 de noviembre siguiente. Wicart fue responsable de la organización de la nueva diócesis, la construcción del seminario, el establecimiento del cabildo catedralicio y las misiones parroquiales.
El 17 de enero de 1871 la Virgen María se apareció a cuatro niños, prometiéndoles que Laval se salvaría de la guerra que en ese momento afrontaban Francia y Prusia. El obispo Wicart se apresuró a reconocer la autenticidad de las apariciones y comenzó la construcción de la basílica de Pontmain, destino de peregrinación.
Los sucesores de Wicart no tuvieron mucha suerte: Le Hardy du Marais tenía mala salud y no podía hacer mucho por la diócesis; Maréchal murió repentinamente un mes después de incorporarse a la diócesis; Bougaud murió de un infarto pocos meses después de su instalación; Cléret sufrió parálisis cuatro años después de su nombramiento y murió dos años después.
En 1896 fue nombrado obispo Pierre-Joseph Geay, un hombre enérgico de tendencias liberales, que chocaba amargamente con el alma más conservadora de su diócesis. La distancia entre las dos almas de la diócesis se agudizó durante el episcopado de Geay y la discusión sobre principios e ideas derivó en ataques personales contra el obispo, quien, exasperado por una situación cada vez más insoportable para él, dimitió en 1904.
Después de un año y medio de sede vacante, en 1906 fue nombrado obispo Eugène-Jacques Grellier, quien logró restablecer la calma en su diócesis, y en treinta años de episcopado reorganizó la diócesis, que siguió siendo de carácter esencialmente rural.
En los años sesenta del siglo XX la diócesis vivió un período de crisis, como muchas otras diócesis francesas de la época, en el que una treintena de sacerdotes abandonaron el ministerio.
Con las ordenanzas episcopales de mayo de 1997 y agosto de 1998 se revisó completamente la organización territorial, con la supresión de numerosas parroquias y su reducción de casi 300 en 1990 a las 31 actuales.
El 8 de diciembre de 2002, con la reorganización de los distritos diocesanos franceses, pasó a formar parte de la provincia eclesiástica de Rennes.

## Estadísticas
Según el Anuario Pontificio 2022 la diócesis tenía a fines de 2021 un total de 282 200 fieles bautizados.
| Año                                                                             | Población            | Población | Población      | Sacerdotes | Sacerdotes    | Sacerdotes    | Bautizados por sacerdote | Diáconos permanentes | Religiosos | Religiosos | Parroquias |
| Año                                                                             | Bautizados católicos | Total     | % de católicos | Total      | Clero secular | Clero regular | Bautizados por sacerdote | Diáconos permanentes | Varones    | Mujeres    | Parroquias |
| ------------------------------------------------------------------------------- | -------------------- | --------- | -------------- | ---------- | ------------- | ------------- | ------------------------ | -------------------- | ---------- | ---------- | ---------- |
| 1950                                                                            | 253 500              | 254 479   | 99.6           | 614        | 538           | 76            | 412                      |                      | 125        | 1500       | 297        |
| 1970                                                                            | ?                    | 252 762   | ?              | 427        | 382           | 45            | ?                        |                      | 56         | 995        | 295        |
| 1980                                                                            | 220 000              | 262 025   | 84.0           | 374        | 341           | 33            | 588                      |                      | 61         | 965        | 295        |
| 1990                                                                            | 233 000              | 276 000   | 84.4           | 312        | 275           | 37            | 746                      |                      | 86         | 785        | 289        |
| 1999                                                                            | 278 000              | 293 000   | 94.9           | 257        | 220           | 37            | 1081                     | 6                    | 80         | 544        | 31         |
| 2000                                                                            | 270 000              | 285 310   | 94.6           | 252        | 213           | 39            | 1071                     | 6                    | 79         | 572        | 31         |
| 2001                                                                            | 280 000              | 285 338   | 98.1           | 239        | 202           | 37            | 1171                     | 8                    | 111        | 547        | 31         |
| 2002                                                                            | 280 000              | 285 338   | 98.1           | 200        | 193           | 7             | 1400                     | 7                    | 46         | 649        | 31         |
| 2003                                                                            | 275 000              | 285 338   | 96.4           | 219        | 180           | 39            | 1255                     |                      | 83         | 492        | 31         |
| 2004                                                                            | 275 000              | 285 338   | 96.4           | 231        | 191           | 40            | 1190                     | 11                   | 84         | 522        | 31         |
| 2013                                                                            | 279 500              | 305 147   | 91.6           | 157        | 112           | 45            | 1780                     | 21                   | 75         | 343        | 31         |
| 2016                                                                            | 282 783              | 307 587   | 91.9           | 139        | 89            | 50            | 2034                     | 22                   | 74         | 287        | 31         |
| 2019                                                                            | 283 000              | 307 940   | 91.9           | 127        | 65            | 62            | 2228                     | 24                   | 87         | 249        | 31         |
| 2021                                                                            | 282 200              | 307 084   | 91.9           | 110        | 59            | 51            | 2565                     | 23                   | 80         | 207        | 31         |
| Fuente: Catholic-Hierarchy, que a su vez toma los datos del Anuario Pontificio. |                      |           |                |            |               |               |                          |                      |            |            |            |

## Episcopologio
- Casimir-Alexis-Joseph Wicart † (28 de septiembre de 1855-3 de mayo de 1876 renunció)
- Jules-Denis-Marie-Dieudonné Le Hardy du Marais † (26 de junio de 1876-20 de junio de 1886 falleció)
- Victor Maréchal † (26 de mayo de 1887-21 de septiembre de 1887 falleció)
- Louis-Victor-Emile Bougaud † (25 de noviembre de 1887-7 de noviembre de 1888 falleció)
- Jules Cléret † (30 de diciembre de 1889-23 de enero de 1895 falleció)
- Pierre-Joseph Geay † (25 de junio de 1896-30 de agosto de 1904 renunció[nota 2])
- Eugène-Jacques Grellier † (21 de febrero de 1906-15 de junio de 1936 renunció[nota 3])
- Joseph-Jean-Yves Marcadé † (20 de agosto de 1936-10 de julio de 1938 renunció[nota 4])
- Paul-Marie-André Richaud † (27 de julio de 1938-10 de febrero de 1950 nombrado arzobispo de Burdeos)
- Maurice-Paul-Jules Rousseau † (14 de junio de 1950-28 de febrero de 1962 renunció[nota 5])
- Charles-Marie-Jacques Guilhem † (28 de febrero de 1962 por sucesión-31 de diciembre de 1969 renunció[nota 6])
- Paul-Louis Carrière † (31 de diciembre de 1969 por sucesión-10 de marzo de 1984 retirado)
- Louis-Marie Billé † (10 de marzo de 1984-5 de mayo de 1995 nombrado arzobispo de Aix)
- Armand Maillard (2 de agosto de 1996-11 de septiembre de 2007 nombrado arzobispo de Bourges)
- Thierry Scherrer (21 de mayo de 2008-11 de abril de 2023 nombrado obispo de Perpiñán-Elna)
- Matthieu Dupont, desde el 9 de enero de 2024